# Leposoma puk
Leposoma puk là một loài thằn lằn trong họ Gymnophthalmidae. Loài này được Rodrigues, Dixo, Pavan & Verdade mô tả khoa học đầu tiên năm 2002.